# تیلور ویکسن
تیلور ویکسن (انگلیسی: Taylor Vixen؛ زاده ۲۵ اکتبر ۱۹۸۳) بازیگر پورنوگرافی اهل ایالات متحده آمریکا است.